# Кендуа (подокруг)
Кендуа (бенг. কেন্দুয়া, англ. Kendua) — подокруг на северо-востоке Бангладеш в составе округа Нетрокона. Образован в 1941 году. Административный центр — город Кендуа. Площадь подокруга — 303,60 км². По данным переписи 1991 года численность населения подокруга составляла 265 628 человек. Плотность населения равнялась 875 чел. на 1 км². Уровень грамотности населения составлял 24,6 %. Религиозный состав: мусульмане — 94,95 %, индуисты — 4,75 %, христиане — 0,05 %, прочие — 0,25 %.